# Liste der Lieder von Banaroo
Dies ist eine Liste aller Lieder der ehemaligen deutschen Pop-Dance-Gruppe Banaroo. Aufgelistet sind alle Lieder ihrer Alben Banaroo’s World (2005), Christmas World (2005), Amazing (2006),  Fly Away (2007) und The Best of Banaroo (2007). Ausgenommen sind alle verschiedenen Versionen ihrer Lieder.
Die Reihenfolge der Titel ist alphabetisch sortiert. Sie gibt Auskunft über die Urheber.

## 0–9
| # | Titel               | Autoren | Album | Jahr |
| - | ------------------- | ------- | ----- | ---- |
| 1 | 1001 Arabian Nights |         |       |      |

## A
| # | Titel   | Autoren         | Album   | Jahr |
| - | ------- | --------------- | ------- | ---- |
| 1 | America | Carsten Wegener | Amazing | 2006 |

## B
| # | Titel                                        | Autoren                                                       | Album                             | Jahr |
| - | -------------------------------------------- | ------------------------------------------------------------- | --------------------------------- | ---- |
| 1 | Ba Yonga Wamba erschien als Single           | Carsten Wegener                                               | Fly Away                          | 2007 |
| 2 | Bana Me Bana You                             | Carsten Wegener, Timo Hohnholz                                | Amazing                           | 2006 |
| 3 | Banaroo-Medley (Dubi Dam Dam / Space Cowboy) | Thorsten Brötzmann, Terri Bjerre, Carsten Wegener, Ivo Moring | Après Ski-Hits 2006 (Kompilation) | 2005 |
| 4 | Bang Bang Boomerang                          | Carsten Wegener, Timo Hohnholz                                | Amazing                           | 2006 |
| 5 | Be My Boyfriend                              | Dieter Bohlen                                                 | Amazing                           | 2006 |
| 6 | Be My Satellite                              | Kalvin Pockorny, Achim Kleist, Wolfgang von Webenau           | Fly Away                          | 2007 |
| 7 | Bling Bling Here Bling Bling There           | Trad., Holger Obenaus, Norbert Zucker, C. Newman              | Christmas World                   | 2005 |
| 8 | Bubble Gum                                   | Christian Geller                                              | Banaroo’s World                   | 2005 |

## C
| # | Titel                                                                         | Autoren                                                                                                  | Album                                  | Jahr |
| - | ----------------------------------------------------------------------------- | --- | -------------------------------------- | ---- |
| 1 | Call Me, Beep Me! B-Seite auf der Single Uh Mamma, Titelsong von Kim Possible | Andrew George Gabriel, Cory Charles Lerios                                                               | —                                      | 2006 |
| 2 | Can’t Get You Out of My Mind                                                  | Dietmar Hamann, Astrid Lange                                                                             | Amazing                                | 2006 |
| 3 | Christmas Time                                                                | Christian Geller                                                                                         | Christmas World                        | 2005 |
| 4 | Circles                                                                       | Niko Tonidis, Fabian Marx, Tom Ströbele, Uwe Sessler, Uli Wenzel                                         | Amazing                                | 2006 |
| 5 | Coming Home for Christmas feat. Vicky Chase                                   | Carsten Wegener, Timo Hohnholz                                                                           | Die ultimative Chartshow (Kompilation) | 2009 |
| 6 | Coming Home for Christmas erschien als Single                                 | Carsten Wegener, Timo Hohnholz                                                                           | Christmas World                        | 2005 |
| 7 | Crying at the Discoteque                                                      | Nile Rodgers, Bernard Edwards, Alexander Bard, Anders Wollbeck, Anders Hansson, Michael Dimitrios-Goulos | The Best of Banaroo                    | 2007 |

## D
| # | Titel                                 | Autoren                       | Album           | Jahr |
| - | ------------------------------------- | ----------------------------- | --------------- | ---- |
| 1 | Do You Believe?                       | Christian Geller              | Fly Away        | 2007 |
| 2 | Don’t Leave                           | Mike Linceton, Mary Applegate | Fly Away        | 2007 |
| 3 | Dubi Dam Dam erschien als Debütsingle | Carsten Wegener               | Banaroo’s World | 2005 |

## F
| # | Titel         | Autoren                        | Album           | Jahr |
| - | ------------- | ------------------------------ | --------------- | ---- |
| 1 | Feliz Navidad | José Feliciano                 | Christmas World | 2005 |
| 2 | Fun, Fun      | Thorsten Brötzmann, Ivo Moring | Banaroo’s World | 2005 |

## H
| # | Titel                  | Autoren                          | Album           | Jahr |
| - | ---------------------- | -------------------------------- | --------------- | ---- |
| 1 | Gimme, Gimme, Gimme    |                                  |                 |      |
| 1 | Heya Comanchero        | Mary S. Applegate, Mike Linceton | Amazing         | 2006 |
| 2 | Hong Kong Song         | Christian Geller                 | Fly Away        | 2007 |
| 3 | How Deep Is Your Love? | Carsten Wegener                  | Banaroo’s World | 2005 |

## I
| # | Titel                                  | Autoren                      | Album           | Jahr |
| - | -------------------------------------- | ---------------------------- | --------------- | ---- |
| 1 | I Love You, You Love Me                | Timo Hohnholz                | Fly Away        | 2007 |
| 2 | I Never Wanna Live My Life without You | Carsten Wegener              | Banaroo’s World | 2005 |
| 3 | I’ll Fly Away erschien als Single      | Alex Geringas, Ivo Moring    | Fly Away        | 2007 |
| 4 | In the Name of Love                    | Carsten Wegener              | Banaroo’s World | 2005 |
| 5 | Is It Love?                            | Dietmar Hamann, Astrid Lange | Banaroo’s World | 2005 |

## L
| # | Titel                       | Autoren                                          | Album           | Jahr |
| - | --------------------------- | ------------------------------------------------ | --------------- | ---- |
| 1 | Let’s Go for a Ride         | Trad., Holger Obenaus, Norbert Zucker, C. Newman | Christmas World | 2005 |
| 2 | Let’s Keep the Fire Burning | Trad., Holger Obenaus, Norbert Zucker, C. Newman | Christmas World | 2005 |
| 3 | Light the Fire              | Trad., Holger Obenaus, Norbert Zucker, C. Newman | Christmas World | 2005 |
| 4 | Living in a Red Balloon     | Carsten Wegener                                  | Banaroo’s World | 2005 |

## M
| # | Titel                                                      | Autoren                                         | Album   | Jahr |
| - | ---------------------------------------------------------- | ----------------------------------------------- | ------- | ---- |
| 1 | Make You See the Stars B-Seite auf der Single Dubi Dam Dam | Dietmar Hamann, Astrid Lange, Solomon N. Thomas | —       | 2005 |
| 2 | Mamacita                                                   | Mike Linceton, Bernd Meinunger                  | Amazing | 2006 |
| 3 | Miss Your Kiss                                             | Christian Geller                                | Amazing | 2006 |

## O
| # | Titel          | Autoren                                          | Album           | Jahr |
| - | -------------- | ------------------------------------------------ | --------------- | ---- |
| 1 | Only Love      | Trad., Holger Obenaus, Norbert Zucker, C. Newman | Christmas World | 2005 |
| 2 | Oriental Dream | Christian Geller                                 | Fly Away        | 2007 |

## R
| # | Titel           | Autoren                        | Album           | Jahr |
| - | --------------- | ------------------------------ | --------------- | ---- |
| 1 | Radio of Love   | Carsten Wegener, Timo Hohnholz | Fly Away        | 2007 |
| 2 | Ringa Ding Ding | Carsten Wegener                | Banaroo’s World | 2005 |

## S
| #  | Titel                             | Autoren                                                       | Album           | Jahr |
| -- | --------------------------------- | ------------------------------------------------------------- | --------------- | ---- |
| 1  | Sailor Dance                      | Mary S. Applegate, Mike Linceton                              | Amazing         | 2006 |
| 2  | Shoobi Dubi Du                    | Thorsten Brötzmann, Ivo Moring                                | Banaroo’s World | 2005 |
| 3  | Sing and Move erschien als Single | Holger Obenaus, Boris Schmidt, Norbert Zucker, Cynthia Newman | Amazing         | 2006 |
| 4  | Sleep My Baby Tonight             | Trad., Holger Obenaus, Norbert Zucker, C. Newman              | Christmas World | 2005 |
| 5  | Sometimes                         |                                                               |                 |      |
| 6  | Space Cowboy erschien als Single  | Thorsten Brötzmann, Terri Bjerre, Ivo Moring                  | Banaroo’s World | 2005 |
| 7  | Spirit Of The Hawk                |                                                               |                 |      |
| 8  | Summer in the Sun                 | Carsten Wegener                                               | Fly Away        | 2007 |
| 9  | Superhero                         | Thorsten Brötzmann, Terri Bjerre, Ivo Moring                  | Fly Away        | 2007 |
| 10 | Sweet Inspiration                 | Trad., Holger Obenaus, Norbert Zucker, C. Newman              | Christmas World | 2005 |
| 11 | Sweet Sensation                   | Boris Schmidt                                                 | Fly Away        | 2007 |

## T
| # | Titel              | Autoren                                          | Album           | Jahr |
| - | ------------------ | ------------------------------------------------ | --------------- | ---- |
| 1 | The Miracle of You | Trad., Holger Obenaus, Norbert Zucker, C. Newman | Christmas World | 2005 |

## U
| # | Titel                        | Autoren                        | Album    | Jahr |
| - | ---------------------------- | ------------------------------ | -------- | ---- |
| 1 | Uh Mamma erschien als Single | Carsten Wegener, Timo Hohnholz | Amazing  | 2006 |
| 2 | Uuh La La                    | Carsten Wegener                | Fly Away | 2007 |

## W
| # | Titel                        | Autoren                                          | Album               | Jahr |
| - | ---------------------------- | ------------------------------------------------ | ------------------- | ---- |
| 1 | Waterloo Cover der Band ABBA | Benny Andersson, Stikkan Anderson, Björn Ulvaeus | The Best of Banaroo | 2007 |
| 2 | White Christmas              | Irving Berlin                                    | Christmas World     | 2005 |
| 3 | Winter Wonderland            | Felix Bernard, Dick Smith                        | Christmas World     | 2005 |

## X
| # | Titel     | Autoren                                          | Album           | Jahr |
| - | --------- | ------------------------------------------------ | --------------- | ---- |
| 1 | X-Mas Toy | Trad., Holger Obenaus, Norbert Zucker, C. Newman | Christmas World | 2005 |

## Y
| # | Titel                    | Autoren                                          | Album           | Jahr |
| - | ------------------------ | ------------------------------------------------ | --------------- | ---- |
| 1 | You’re My Guardian Angel | Trad., Holger Obenaus, Norbert Zucker, C. Newman | Christmas World | 2005 |
| 2 | You’re the One and Only  | Trad., Holger Obenaus, Norbert Zucker, C. Newman | Christmas World | 2005 |